# صفيراء بنتامية
صفيراء بنتامية (الاسم العلمي:Sophora benthamii) هي نوع من النباتات يتبع جنس الصفيراء من الفصيلة البقولية. سمي هذا النوع نسبةً إلى عالم النبات البريطاني جورج بنتام.